# Ann Thayer Crosset
Ann Thayer Crosset (født 16. marts 1954 i Cincinnati, Ohio USA), er dansk-amerikansk danser, koreograf og pædagog.
Hun er uddannet ved Julliard School of Performning Arts i New York 1976 og flyttede til Danmark i 1977. I 1980-89 grundlagde og drev hun sammen med Cher Geurtze et danseteater, fra 1985 kaldet Uppercut Danseteater. Sideløbende med sit virke som danser, var Ann Crosset kunstnerisk leder af Oure Danselinien 1993-1996 og i 1999-2003 det første medlem af Statens Teaterråd (nu Kunstrådet) med en kunstnerisk baggrund indenfor dans. I 2009 grundlagde Ann Crosset KOMPAGNI B ved Den Kongelige Ballet, som er et professionelt balletkompagni, der optræder for børn, med børn, i forestillinger skabt af børn.
Ann Crosset medvirkede i Lars von Tries  film Dancer in the Dark.